# موسسه توسعه زنان روستایی در بارلی
مؤسسه توسعه بارلی برای زنان روستایی در ایندور یک مدرسه آموزش حرفه ای-مسکونی مستقل و با الهام از تعالیم بهایی است که برنامه‌هایی را برای زنان در مجاورت شهر ایندور در خند در ایالت مادیا پرداش و همچنین پایگاهی برای مراکز آموزشی غیر مسکونی ارائه می‌دهد.

## تاریخچه
این موسسه در سال ۱۹۸۵ به پیشنهاد محفل روحانی ملی بهائیان هند تأسیس شد. کلمه بارلی در فرهنگ هند نشان دهنده ستون مرکزی است که از خانه قبیله ای معمول در آن مناطق الهام گرفته‌است. و این موضوع باور این موسسه را برجسته می‌کند که زنان ستون‌های مرکزی جامعه هستند. در ۱۱ سپتامبر۲۰۰۱، موسسه به عنوان یک NGO مستقل ثبت نام کرد و نام بهایی را از نام رسمی خود حذف کرد. در سال ۲۰۰۴ این موسسه شروع به توسعه فرصت‌های غیر مسکونی آموزش ماهواره ای منطقه ای کرد.

## جوایز-گواهینامه‌ها
در این موسسه تا ژوئن ۱۹۹۶، ۷۶۹ زن عشایر روستایی با معیارهای مختلف تأثیر موفقیت‌آمیز بر زندگی فارغ التحصیلان آموزش دیده‌اند از جمله:
- ۴۵ درصد از آنها کسب و کارهای کوچک تأسیس کردند،
- ۶۲ درصد از نظر کارکردی باسواد یا نیمه سواد هستند (که باعث انگیزه افراد برای فرستادن فرزندانشان به مدرسه شده‌است)
- ۴۲ درصد شروع به کشت سبزیجات کرده‌اند،
- ۹۷ درصد از آب آشامیدنی سالم استفاده می‌کنند
- همه کارآموزان سابق و بسیاری از اقوام مرد آنها نوشیدن الکل را کنار گذاشته‌اند،
- تعصبات طبقاتی حذف شده‌است.

در مقابل در سال ۱۹۹۴، از هر ۱۰۰۰ دختر قبیله تنها ۹۲ نفر باسواد بودند. از هر ۱۰۰۰ نفر فقط ۳ نفر به مدرسه راهنمایی می‌رسیدند. و از هر ۱۰۰۰ نفر فقط ۱ نفر تحصیلات متوسطه خود را به پایان رساند.

## به علاوه
- در سال ۱۹۹۰، دو نفر از کارآموزان (قبلا بی سواد) جایزه اول مسابقه آهنگ یادگیرنده را که توسط یونسکو حمایت می‌شد. به دست آوردند.
- در سال ۱۹۹۰، روش سوادآموزی مورد استفاده در این موسسه توسط دانشگاه لستر در انگلستان تأیید و اتخاذ شد.
- در سال ۱۹۲۲، جایزه UNEP جهانی ۵۰۰ رول افتخار را برای دستاوردهای زیست‌محیطی برجسته در کمک به ریشه کنی کرم گینه از ۳۰۲ روستا در ناحیه جابوآ در آموزش زنان و روستاییان به این موسسه اعطا کرد. اکنون منطقه کاملاً عاری از کرم گینه است.
- در سال ۱۹۹۴، این موسسه در یونسکو به عنوان یکی از ۸۱ پروژه موفق آموزش پایه در کشورهای در حال توسعه فهرست شده‌است.
- از سال ۱۹۹۰، این موسسه یک آژانس کاریابی برای هشت دانشجوی کارشناسی ارشد مددکاری اجتماعی از دانشکده مددکاری اجتماعی ایندور بوده‌است.
- فارغ التحصیلان از طریق برنامه مدرسه آزاد ملی گواهی نامه دریافت می‌کنند.

## برنامه‌ها
این موسسه کلاس‌های متنوعی را ارائه می‌دهد که برنامه‌های مسکونی شش‌ماهه و یک ساله را در ۶-جریب-فرنگی (۲۴٬۰۰۰-متر-مربع) ترتیب داده‌اند. برنامه‌ها شامل مهارت‌های زندگی خانوادگی، آموزش محیط زیست و باغبانی، سوادآموزی به زبان هندی، بهداشت عمومی، و آموزش حرفه ای می‌باشد. برخی از دروس مستقیم و برخی به صورت کلی تدریس می‌شوند. از سال ۱۹۹۸ این موسسه به ارائه و آموزش دانش آموزان برای استفاده از اجاق‌های خورشیدی بزرگ کمک کرده‌است. همچنین برنامه‌هایی از نوع «آموزش مربی» و دوره‌های تکمیلی برای هماهنگ‌کنندگان منطقه وجود دارد.
بسیاری از فارغ التحصیلان سابق تقریباً ۱۰۰ روز در هر سال در بازدیدهای میدانی کار می‌کنند تا برنامه‌های افزایش آگاهی را انجام دهند، زنان را برای دوره‌ها استخدام کنند، نظرسنجی و تحقیق انجام دهند، و به کارآموزان سابق کمک کنند تا کمیته‌های زنان را سازماندهی کنند.همچنین:
- دیانت بهائی و برابری جنسیتی
- دبیرستان دوران جدید
- تحصیل در هند
- دیانت بهائی در هند